# 土倫圍城戰 (1793年)
围攻土伦之战（法語：Siège de Toulon）是法國大革命戰爭中一場重要戰役，不僅讓使法兰西革命军開始轉敗為勝，也是拿破崙平步青雲的開始。
1793年7月，土倫和幾個南方城市一起宣布反對雅各賓黨專政，叛軍還邀請英國和西班牙艦隊駛入土倫港，讓他們守住土倫。由於英國和西班牙兩國軍艦和大砲的堅強防禦，讓法國政府無法攻下這座城市。在這種情勢下，拿破崙被派來到駐守土倫西北的部隊。經過詳細的觀察與分析，他擬定了土倫港的作戰計畫，於12月16日夜裡用大砲一舉攻陷土倫的叛軍，並且擊潰了英國與西班牙艦隊。

## 起因：法國大革命與第一次反法聯盟
1789年，法國爆發大革命，隨後建立了共和國，後來處死了波旁王朝的路易十六。法國人民的革命行為，引起了國內外保守勢力的反撲：1792年8月，普魯士和奧地利組成聯軍，干涉法國革命，力圖摧毀激進政權，以恢復舊制度。但是9月20日時，聯軍卻在瓦爾密戰役中被法國義勇軍擊敗。爾後，保守勢力又於1793年2月1日組成了第一次反法聯盟，參加國包括了英國、普魯士、奧地利、荷蘭、西班牙、薩丁王國及那不勒斯等國。與此同時，國內波旁王朝|保守勢力也日益勢盛。1793年夏天，他們在國外保守勢力的支持下，策畫一系列反激進主義的鬥爭，企圖推翻恐怖統治政權，以恢復波旁王朝。起義迅速蔓延至整個法國，當時法國的八十三省中，就有六十個省發生反恐怖統治的起義。政權的威脅，不僅來自政治和軍事方面，也來自經濟方面：紙幣貶值，物價飛漲。這種現象在戰爭爆發前就已出現，隨著戰爭爆發，情況也更加嚴重。
面對種種危機，下層階級要求限價與打擊投機商的呼聲越來越高，但是掌權的吉倫特派卻無視群眾要求，反而鎮壓限價運動。於是1793年5月31日至6月2日，巴黎人民發起武裝起義，推翻吉倫特派的統治，雅各賓派開始獨裁執政，大量處死溫和派甚至是革命派人士。但是嚴重的危機依然存在：紙幣繼續貶值、物價不斷飛漲、經濟持續惡化。1793年6月，在法國保王黨分子的要求和策應下，英國、奧地利、荷蘭及西班牙等國組成的反法聯軍，相繼入侵法國。英荷军队從北包圍法國北部的重要港口敦克爾克；普奧军队越過北部，攻占美因茲，並包圍瓦楞西恩；薩丁王國军队從東逼近格勒諾布爾；西班牙军队從南越過東庇里牛斯山，成立不久的第一共和國陷入危机。

## 保王黨的復辟與英西聯合艦隊進駐土倫

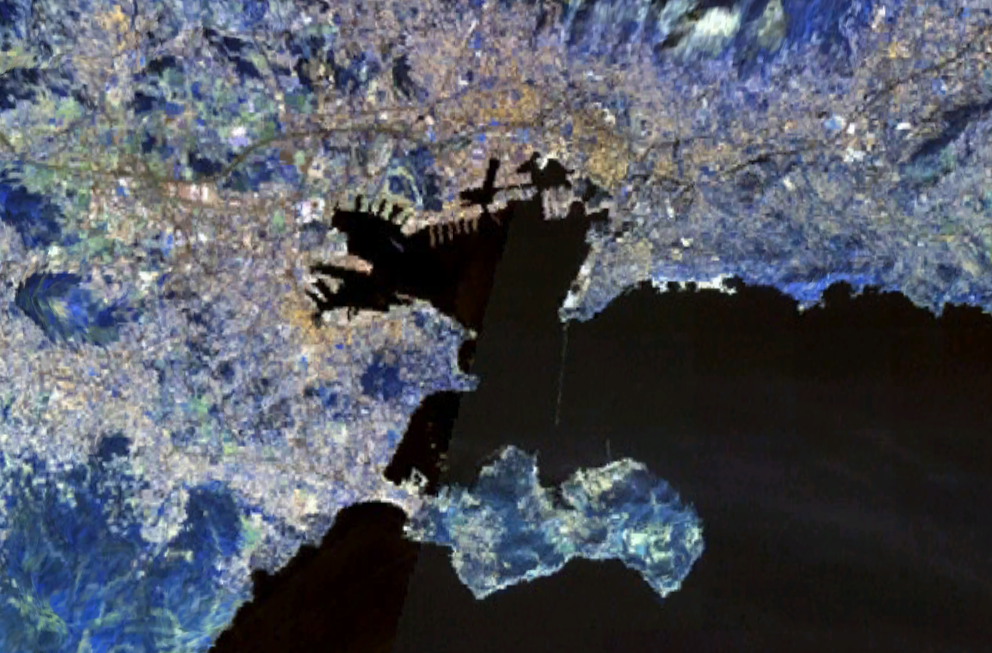
土倫港簡圖，左上為奧利尤勒，右上為拉瓦萊特，其南方的小角即是布倫海角；位於北方的山地是法隆山，其南方即是土倫城；那較小的停泊場是「小錨地」，南方則是「大錨地」；「小錨地」南方左側的岬角為巴拉去耶角，也是「馬爾各雷夫堡」的所在地，其北方小塊突出處則是「馬爾博斯克砲壘」；最南方的突出的海角則是濱海聖芒德里耶。

土倫是一座位於法國瓦爾省南部地中海海岸的城市，當時方圓僅幾千平方公尺，居民僅十幾萬人。它地方雖小，戰略地位卻極為重要；它不僅是個重要港口，還是個良好的海軍基地，所以土倫是兵家必爭之地。但於1793年8月下旬，盤據城內的保王黨人，為防政府軍佔領土倫，並換取英軍的庇護，將土倫要塞和擁有三十餘艘戰艦的法國地中海艦隊，交給了英國人和西班牙人，使他們不費一槍一彈就占領了土倫。不久，那不勒斯、皮埃蒙特和直布羅陀的軍隊也相繼抵達此地。至九月底為止，土倫的外國軍隊已達萬人之眾，其中包含：英軍三千人、西班牙軍五千人、那不勒斯的四千人以及皮埃蒙特的二千人。

## 雅各賓派反擊與法軍完成包圍
國內外反恐怖統势力治裡應外合的土倫事件震驚了法國以恐怖統治為利器的獨裁政府。為打退國內外保守勢力的進攻，新生的雅各賓派極權政府採取相應措施，頒布了一系列法令以求保衛激進恐怖政權，包括無償剝奪一切封建權利、改組救國委員會進行大規模處死政敵、關閉交易所實施嚴格配給、全面限價破壞商品市場、全民皆兵實行軍國主義、及強化治安委员会剷除異己等等。
面對危機，法國人民也發出極大的熱情，紛紛組織義勇軍走向前線。在很短的時間內，就召集到四十二萬大軍開往各個戰線，僅巴黎一地就有一萬五千人。法軍迅速從東、西兩面，包圍了土倫敵軍。東面是卡爾托將軍指揮的阿爾卑斯軍團的卡爾托師，兵力約八千人，司令部設在科日，前哨設在博瑟通往土倫的幾條道路附近，此外另有四千人佈防在馬賽及沿海幾個據點。西面則是拉波普將軍指揮的義大利軍團的拉波普師，兵力約六千人，司令部設在索利厄，前哨設在伐累塔一帶。但由於法隆山橫亙在兩軍中間，他們無法協同作戰，只能各自為政。1793年9月上旬，法國國民公會任命卡爾托將軍為土倫前線部隊指揮官，負責收復土倫。

## 反法聯軍的準備
反法聯軍在占領土倫時，就料到法軍必然來攻。為了保證海上艦隊的安全，他們首先拆除了大、小錨地沿岸全部的海岸砲壘，並占領了耶爾群島，同時還在布倫海角和克爾海角高地上分別構築了防禦工事，以控制幾座可以直接射擊停泊在大小停泊場軍建的砲台。另外，聯軍還在奧利烏爾（Ollioules）和拉瓦萊特的路上及法隆山地，部署大量兵力，以防止法軍從東、西兩面進攻土倫。

## 戰鬥與圍攻

### 初戰與馬爾田負傷
9月8日，西線法軍開始向奧利烏爾方向進攻。經過數小時艱苦戰鬥，法軍攻占了奧利烏爾，並奪取了附近的幾條重要隘路，但法軍砲兵指揮官馬爾田少校卻不幸負傷致殘。之後幾天，西線法軍經過激烈的爭奪後，從敵人手中奪取了法隆以北的山谷，並包圍了波姆等一些堡壘以及馬爾博斯克砲壘，同時占領了錫富爾。東線的法軍也不斷把戰線前移，拉波普軍隊的左翼進抵了布倫海角附近，右翼則推進至法隆山地及法隆砲臺，並控制了通往伐累塔的大道。
但反法聯軍依然控制著從法隆山地到馬爾博斯砲臺的整個地區，仍佔據著可控制大、小停泊場的克爾海角和塞佩半島，而且增援部隊也陸續到來。此時法軍距離收復土倫的目標依然有些距離，優秀的砲兵指揮官馬爾田更因負傷而暫離戰場，急需一名優秀的砲兵指揮官，因為在這時的攻城作戰中，砲兵有著舉足輕重的作用。在這關鍵時刻，拿破崙出現了。

### 拿破崙的到來及改善砲兵部隊
1793年9月，二十四歲的拿破崙奉命前往一個海防部隊，恰巧路過革命軍部隊駐地，他的同鄉兼老朋友薩利希蒂這時也恰巧在卡爾托將軍的司令部，其身分是國民公會的特派員。經由薩利希蒂的推薦，拿破崙接替了馬爾田的職務，成為土倫平叛部隊的砲兵指揮官。
9月中旬，拿破崙到達了土倫前線。他很快就發現情況實在令人擔憂，這裡的砲兵形同虛設，既無足夠的火砲，也無足夠的彈藥，僅有幾門破爛的野砲及臼砲。士兵沒有最基本的軍事素養，既不會使用火砲，更不懂得修理。更不可置信的是，他的上司卡爾托將軍也缺乏砲兵知識，卡爾托甚至連那寥寥幾門大砲的射程都一無所知。
年輕的拿破崙立刻投入到改善法軍落後砲兵的工作當中。在不長的時間裡，便弄到近百門大口徑火砲，其中有遠射程的臼砲，也有能發射的二十四磅大砲，還有大量的彈藥。接著，他派專人到里昂和格勒諾布爾等地，搜集一切有用的軍械器材，並在奧利烏爾建立了一個擁有八十名工人的軍械工廠。另外他還徵用了從尼斯到瓦朗斯和蒙彼利埃一帶的馬匹，在馬賽組織生產柳條筐，以解決砲兵的機動性和工事修築問題。更難能可貴的是，拿破崙處處以自己的行動和精神影響、激勵著士兵。他總是堅守在自己的工作崗位上，即使需要休息，也是裹著大衣睡在地上，從未離開砲群。很快地，拿破崙以他的才幹和精神，改變了法軍砲兵的面貌，也贏得了士兵的尊重和上級的器重。

### 法軍再次進攻與反法聯軍反攻受挫
10月1日，東線法軍開始進攻法隆山地，但由於地勢險惡，敵軍防守嚴密，只得無功而返。土倫的反法聯軍因此受到鼓舞，便於10月14日出動四千人馬，分兩路同時進擊，一路向西，一路向西北，企圖奪回馬爾博斯克與奧利烏爾之間的陣地，並占領最近由拿破崙指揮構築的戈拉和聖克洛特砲壘。但由于拿破崙麾下的法軍激烈抵抗，以及擔任前鋒的那不勒斯軍戰鬥力不強，聯軍的企圖失敗，只得撤回土倫。10月15日東線法軍再次發動猛攻，終於奪取了具重要戰術價值的布倫海角高地。10月25日，拿破崙指揮砲兵從戈拉和聖克洛特砲壘發動進攻，並首次轟擊停泊在小停泊場的英國艦隊，造成聯軍莫大的損失。拿破崙在戰場上初試牛刀，即閃著寒光。但從整個戰場而言，雙方仍處於僵持局面，而法軍仍略居劣勢，其原因在於聯軍仍占有兵多及地利之便，而法軍尚未找到打開土倫的鑰匙。

### 作戰會議
如何打破僵持的局面，進而攻克土倫？這是法軍迫切需要解決的問題。10月15日，土倫前線總指揮部召開會議討論巴黎下達的作戰計畫：集中一支六萬人的軍隊，不管敵人正面火力如何，都從東、西兩方同時發動進攻，先粉碎反法聯軍的周邊防線，進占法隆山地、法隆、魯日等砲臺；爾後再在土倫要塞附近挖塹壕、築工事，伺機攻占土倫。
對於此計畫，拿破崙表示強烈反對。他認為這個計畫很難行得通：首先，反法聯軍有堅固的周邊防線，又有良好適合防守的地形，還有地面和艦砲火力的支援，兵力又充足，想要正面突破實在是難上加難。其次，若正面強攻形成對峙局面，敵人就能從容調集援軍鞏固防線。再者，即使正面進攻得手，也很難圍剿敵人和保全土倫。敵人可能因此焚毀倉庫、炸毀船塢、搗毀軍火庫、洗劫土倫城並挾法國軍艦而去。若是如此，法國的損失就太重。

#### 拿破崙的計畫
若不如此，法國該如何奪取土倫？拿破崙找到了收復土倫的鑰匙：奪取有「小直布羅陀」之稱的「馬爾各雷夫堡」(Fort Mulgrave)。早在九月時，拿破崙就多次向卡爾托建議，派遣足夠的兵力，攻占並固守港灣西岸的小直布羅陀和克爾海角，然後在埃吉利耶特海角和巴拉去耶海角修築砲壘，集中火力猛擊大小停泊場的英國艦隊，切斷英國艦隊和土倫守敵之間的聯繫，迫使英艦撤出港口。若能如此，土倫之敵一無退路、二無援兵、三無火力支援，法軍必能迅速收復土倫。
但卡爾托將軍不认为這個戰略有價值，並以兵力不足為藉口，只派出四百人。結果反法聯軍在幾天後，輕鬆地奪回了克爾海角與小直布羅陀，並加強了陣地。如今，儘管小直布羅陀的形勢迥異，拿破崙還是再次拋出這個設想，並進一步提出：為了有效地封鎖大、小錨地，使英艦無立足之地，法軍在攻佔小直布羅陀和克爾海角之後，就應立即在埃吉利耶特海角和巴拉去耶特海角各設一座大型砲壘，並分別配至三十門可以發射三十六磅砲彈和二十四磅砲彈的火砲，四門發射十六磅赤熱砲彈的火砲，以及十門戈美爾臼砲，以便構成足夠的火力密度。

### 卡爾托與拉波普的無能
但收復土倫光有出色的計畫是不夠的，還需要出色的指揮。卡爾托將軍因為他的平庸無知及傲慢，使法軍不僅喪失一個不可多得的絕好機會及一個極其重要的陣地，還將為攻占此地付出沉重代價。後來，拿破崙的好友薩利希蒂和另外一位特派員向巴黎發出卡爾托不稱職的報告，於是卡爾托便於11月上旬被調往阿爾卑斯軍團。接替他的是拉波普將軍，但同樣無法勝任收復土倫的任務。11月11日，由於不堪目睹西班牙軍隊欺辱和虐待被俘的法軍士兵，面對小直布羅陀的法軍擅自向反法聯軍陣地發動攻擊，整個布留爾師都捲入了戰鬥。為了控制局勢，拿破崙臨危受命指揮這場戰鬥。他親自率領士兵突入敵軍陣地，在很短的時間內便控制了整個克爾海角，從背後逼近小直布羅陀，法軍眼看勝利在望。然而遠離戰場的總指揮拉波普將軍，在這關鍵時刻因身旁一位副官中彈身亡感到恐懼，而下令法軍停止進攻，結果反法聯軍趁機反撲，無能的指揮就這樣葬送了一次唾手可得的勝利。年輕的拿破崙怒不可遏，衝到多普將軍面前大罵道：
|  | 就只是因為一個───他媽的......就下令退卻，我們對土倫的攻擊白搭了。 |

這一事件發生以後，士兵中間滋長了強烈的不滿情緒，他們紛紛向巴黎來的特派員提出要求，懇請撤換指揮無能的司令官。

### 遇見伯樂
由於前線官兵的強烈要求，拉波普將軍便被調往庇利牛斯軍團。深受士兵愛戴的杜戈梅將軍則接替攻城部隊司令職務。
杜戈梅到來後，便立即和拿破崙等人一起精心做收復土倫的準備。拿破崙為出敵不意、攻敵不備，在小錨地北面秘密修築一個砲兵陣地，併用橄欖枝進行巧妙的偽裝。然而一群無知的人民代表又差點將他們的努力付諸東流，11月29日下午，這批人民代表前來視察這座砲壘。視察過程，竟有人擅自命令士兵開砲，使得砲兵陣地徹底暴露。第二天拂曉，土倫聯軍總司令查尔斯·奥哈拉將軍便率七千人馬渡過勒拉斯河，向西北方出擊，打亂法軍的進攻部署，並對西線法軍造成了極大的威脅，迫使法軍從這些堡壘撤退。拿破崙一邊沉著指揮砲兵掩護部隊有秩序撤退，並阻止敵人向奧利烏爾方向前進；另一邊積極牽制敵人，掩護杜戈梅迂迴到敵人側翼。
更出奇的一招是，拿破崙親率一支部隊沿著一條隱密的通道，插入敵人戰鬥陣形的中間，使得敵人陷入極大的混亂。混戰中，拿破崙還意外擄獲反法聯軍總司令奧哈拉。此時，法軍主力在杜戈梅的率領下迂迴到敵人右翼，嚴重威脅敵人退路。反法聯軍害怕被殲，紛紛潰逃回土倫要塞，讓法軍一舉奪回全部被占陣地。
杜戈梅的出現不但讓拿破崙如魚得水，也讓法軍找到另把鑰匙。

### 對土倫港的總攻
反法聯軍在出擊失敗後，士氣日衰。而土倫形勢也讓奧地利不敢冒昧行事，拒絕履行幾個月前做出派五千名正規軍來援助的承諾。另一方面，法軍則士氣高昂，援軍也源源而來。12月上旬，法軍總數超過三萬八千人，為聯軍的一倍以上。他們都已按拿破崙的計畫做好了總攻的準備。
12月14日，對土倫的總攻正式開始。法軍使用45門大口徑的火砲，集中向小直布羅陀猛烈轟擊。轟擊持續了兩天兩夜，而反法聯軍的防禦工事被摧毀了，士气也被轟垮。17日午夜一點，六千名法軍分成四個縱隊，在杜戈梅的指揮下從南北兩翼發動攻擊，直撲小直布羅陀。第一、二縱隊嚴密監視巴拉去耶和埃吉利耶特敵軍去向；第三縱隊是主力，由拉博爾德指揮，主攻小直布羅陀；第四縱隊是預備隊，由拿破崙指揮，準備隨時應付緊急狀況。
但戰鬥剛開始時並不順利，先是天黑雨大，以及聯軍依託複雜地形和殘餘防禦工事激烈還擊，使得法軍傷亡很大。此外，還有整連的法軍在黑暗及混亂中迷失方向。儘管如此，法軍仍突破敵軍第一道防線，攻占小直布羅陀堡。可是在進攻第二道防線時，法軍遭受來自小直布羅陀砲台砲火的猛烈反擊，一次次的進攻，导致法军伤亡巨大。許多官兵開始驚慌失措甚至絕望。
在法军的危機時刻，拿破崙率領預備隊衝了上來，並命令砲兵大尉米爾隆率領一個營進行迂迴進攻，出其不意地從稜堡後門進攻小直布羅陀。凌晨三點多左右，該營突入了小直布羅陀砲台，為後續部隊開了個缺口，進而使法軍奪取了整個小直布羅陀。聯軍也深知此地之重要性，所以又進行了幾次反撲，法軍阻击。拿破崙使用缴获的敌军火炮，並身先士卒。當天色大亮時，聯軍感到大勢已去，便放棄抵抗，17日上午十時，法軍調整部署後，再次發動進攻。經過數小時激战後，克復克爾海角。
在這次的戰鬥中，法軍傷亡一千人，拿破崙也兩處負傷；而反法聯軍則傷亡兩萬五千人。但更重要的是，法軍僅用十多個小時，便實現拿破崙收復土倫計畫的關鍵一步：攻占小直布羅陀及克爾海角。

## 結局：英軍撤離，法軍進入土倫

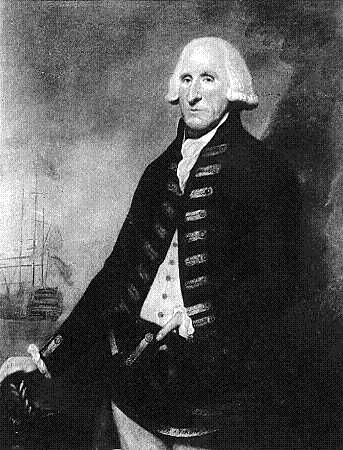
英國海軍上將第一代胡德子爵塞繆爾·胡德指揮英國艦隊防守土倫城。

法軍在占領小直布羅陀和克爾海角後，便著手改造防禦工事，並迅速調集火砲，將英國艦隊完全置於法軍火力控制之下，更在當天就開始轟擊英國艦隊。英國海軍上將塞繆爾·胡德子爵被迫命令艦隊張帆起錨，不顧強烈的東南風，匆匆地在當晚撤离土倫港。
英國艦隊的撤离使土倫守軍和保王黨驚恐萬分。王黨份子在夜晚来到码头，請求联军幫助他們逃離這座馬上就要陷落的城市，而聯軍也失去信心。17日下午，反法聯軍召開軍事會議，決定放棄土倫。當晚聯軍撤出了法隆砲台和馬爾博斯克砲台，並放棄了魯日等一些多面堡。18日白天，法軍收復了土倫城外所有的砲台與陣地。是日晚上，法軍先頭部隊衝入土倫城。19日上午，法國大軍開入土倫。這座法國南部重要港口城市的收复，鼓舞了法國人民的鬥志。12月25日，國民公會在全國各地舉行盛大集會，隆重慶祝法軍收復土倫。

## 法軍將領們對拿破崙的讚賞
當時擔任圍攻部隊砲兵指揮官的杜戈梅將軍在戰後寫給巴黎陸軍部的報告中寫道：
|  | 我簡直無法用語言向你們形容波拿巴的功勞。他知識非常豐富，智力相當發達，性格相當堅定，但這還不能夠使你們對這位非凡軍官的優秀品質有個最起碼的了解。 |

因此他熱切希望陸軍大臣為共和國的利益，留下拿破崙。
杜戈梅將軍在戰後為拿破崙晉升軍銜時，給救國委員會的信中寫道：
|  | 請你們獎勵並提拔這位年輕人，因為如果不酬謝他，他未來也會靠自己而出人頭地。 |

根據杜戈梅將軍的建議，拿破崙於1794年1月14日被破格提升為砲兵准將，年僅二十四歲。

## 註腳
1. ↑  See Castex, Théories Stratégiques
2. ↑  不久，他便被晉升為砲兵少校。
3. ↑  這兩座砲壘位於勃列加海角，可直接對小停泊場構成嚴重威脅。
4. ↑   （页面存档备份，存于），第十段。
5. ↑   （页面存档备份，存于），倒數第三行。

## 傳記
- Ireland, B. The Fall of Toulon: The Last Opportunity to Defeat the French Revolution. Weidenfeld & Nicolson, 2005. ISBN 0-297-84612-4
- Rodger, N. The Command of the Ocean. Rodger Allen Lane, 2004.
- Smith, D. The Greenhill Napoleonic Wars Data Book. Greenhill Books, 1998.